# Кубота (посёлок)
Кубота (яп. 久保田町 Кубота-тё:) — бывший японский посёлок, располагавшийся в уезде Сага префектуры Сага.
1 октября 2007 года Кубота вместе с городами Хигасиёка и Кавасоэ, все из уезда Сага, были объединены в разраставшийся город Сага.
На 2003 год численность населения составляла 8078 человек с плотностью 561,36 чел/км². Общая площадь составляла 14,39 км².
Населённый пункт поменял статус с посёлка на город 1 апреля 1967 года.